# Chicha Libre
Chicha Libre é uma banda sediada no Brooklyn, fundada por Olivier Conan e composta por  seis membros. Seu nome é uma referência à chicha, um licor à base de milho que é produzido na América do Sul desde os tempos dos Incas. É também o nome de um gênero musical peruano (também conhecido como cumbia peruana ) no qual se baseia a música da banda.

## História
Conan conheceu a música chicha em uma viagem ao Peru no ano de 2005. Seu primeiro álbum, ¡Sonido Amazonico!, foi lançado em 2008 pela Barbes Records, uma gravadora que Conan administra desde sua casa no Brooklyn. Eles lançaram seu segundo álbum, Canibalismo, em 2012, e um EP, Cuatro Tigres, em 2013, ambos digitalmente e em vinil.
Os membros originais da banda eram Olivier Conan (vocalista principal, cuatro), Josh Camp (DuoVox, teclados, vocais de fundo), Vincent Douglas (guitarra), Greg Burrows (percussão, vocais de fundo, timbales, bongôs, guiro, reco-reco), Timothy Quigley (percussão, bongô, shakers, conga) e Nick Cudahy (baixo). Membros adicionais são Neil Ochoa (congas) e Karina Colis (timbales). Os artistas convidados destacados incluem Jose Carballo (um ex-membro da banda peruana de chicha seminal, Los Hijos del Sol). 

## Estilo
A música da banda é baseada na chicha, uma fusão de rock and roll e cumbia produzida pela população nativa dos Andes peruanos e amazônicos. Essa música foi mais popular nas décadas de 1960 e 1970 no norte do Peru. Conan descreveu a música de sua banda como "Chicha de forma livre" e disse que eles tomam muitas liberdades com a música chicha.

## Recepção
Sonido Amazonico recebeu uma crítica favorável de Brendon Griffin no PopMatters . Griffin escreveu que "... como a melhor música de qualquer gênero, ela deixa você se perguntando sobre o mistério de tudo" e deu ao álbum uma nota de 9 em 10. Jon Lusk escreveu no site da BBC que a música do álbum era "muito autoconsciente e artificial para se equiparar aos febris originais". Robert Christgau concedeu a Cuatro Tigres um A- e escreveu que a banda "reconhece suas verdadeiras raízes" no EP.

## Discografia

### Álbuns de estúdio

#### Sonido Amazonico! (2008)
1. Sonido Amazonico
2. Primavera en la Selva
3. Mi Plato de Barro
4. Tres Pasajeros
5. The Hungry song
6. El Borrachito
7. Pavane
8. Six Pieds Sous Terre
9. Un Shipibo en España
10. Indian Summer
11. La Cumbia del Zapatero
12. Popcorn Andino
13. Yo No Fui
14. Gnosienne No. 1

#### Canibalismo (2012)
- La Plata (En Mi Carrito De Lata)
- Danza Del Millonario
- El Carnicero De Chicago
- Muchachita Del Oriente
- Depresion Tropical
- Juaneco En El Cielo
- Intermission
- L'Age d'Or
- Papageno Eléctrico
- Number 17
- Lupita En La Selva Y El Doctor
- The Ride Of The Valkyries (Composed By – Richard Wagner)
- La Danza De Don Lucho
- Once Tejones

- Engenheiros: Jason LaFarge, Joshua Camp, Olivier Conan
- Masterizado por: Scott Hull (2)
- Misturado por: Bryce Goggin
- Produtores: Joshua Camp, Olivier Conan

### EP

#### Cuatro tigres
1. The Guns of Brixton (Strummer, Jones, Headon, Simonon)
2. Rica Chicha (Jaime Moreyra)
3. Alone Again Or (Brian Maclean)
4. La Danza de los Simpsons (Danny Elfman)

1. The Guns of Brixton (Strummer, Jones, Headon, Simonon)
2. Rica Chicha (Jaime Moreyra)
3. Sozinho novamente ou (Brian Maclean)
4. La Danza de los Simpsons (Danny Elfman)

- Produtor: Olivier Conan e Joshua Camp
- Misturado por: Bryce Goggin na Trout Recording
- Capa: Elliot Tupac